# No Moinho
No moinho é um conto naturalista de Eça de Queirós, publicado na coletânea publicada em 1902. Apresenta características importantes do movimento, como o zoomorfismo.
No começo, Maria da Piedade era uma mulher comparada a uma fada pelo médico de seu marido, João Coutinho. Ao conhecer o primo de seu marido, Adrião, ela se apaixona de primeira. Ajudando-o com a venda da fazenda, recebe um convite para visitar um moinho que ficava naquela região. Esse moinho era em um lugar longe da área urbana  (característica naturalista, onde a paz está no campo), bonito de se olhar. Adrião então, sem conseguir mais resistir, beija Maria, que cede. Adrião ao ver o erro que cometeu, pois Maria era mulher de seu primo, decide voltar para sua cidade. Maria da Piedade fica tão abalada que muda seu comportamento, deixa de cuidar de seus filhos e marido doentes e passa de Santa para Vénus, tendo um caso com um dos mais repugnantes homens da região, o farmacêutico.
Adrião claramente é um conquistador que entende da alma feminina, nunca esteve apaixonado por Maria da Piedade. 
João Coutinho era um escalador social, ou seja, não tinha profissão de prestigio, mas vivia bem por dinheiro de herança. Seu nome é uma brincadeira com a palavra "pouquinho", pelo fato de ele não prestar para muito.
Pelos padrões da época, a figura de mulher perfeita se baseava em uma mulher submissa ao homem, de cuja casa e filhos cuidava, e bonita, igual Maria da Piedade.